# Бемер, Анджей
Анджей (Андреас) Бемер (пол. Andrzej Bemer; около 1555 — около 1626, Львов) — архитектор и скульптор конца XVI — первой трети XVII века, работавший в средневековом Львове, представитель маньеризма.

## Биография
Выходец из Бреслау. Сын Матвея и Анны. Поселился во Львове. Первое упоминание о нем под именем (прозвищем) Нерыхлый (то есть медлительный или небыстрый) встречается в книгах львовского цеха строителей в 1584 году.
С 1584 года — цехмейстер Львовского цеха строителей. Работал во Львове, выполняя заказы городского совета (рады), знати и патрициев.

## Главные работы
Находился под влиянием голландского маньеризма. Главные работы А. Бемера находятся во Львове: в 1609—1617 г. построил часовню Боимов, стоящую рядом с Латинским собором, после 1619 г. украсил самую известную из часовен Латинского собора — Часовню Кампианов. Работал над перестройкой часовни Шольц-Вольфовичей.
Между 1613—1621 г. завершил строительство Бернардинского костёла, начатое в 1600 г. Павлом Римлянином и Амброзием Благосклонным, возвёл башню, примыкающую к северо-восточному углу сооружения, и выполнил завершение усложнённого щит-фронтона главного фасада, близкого к немецко-фламандскому варианту маньеризма.
По заказу бургомистра Львова им была перестроена готическая башня львовской ратуши (1826 году при пожаре она рухнула).
А. Бемер — автор скульптурного изображение льва со щитом, так называемого Льва Лоренцовича — старейшего сохранившегося скульптурного изображения городского символа Львова.
Кроме того, известно, что в 1621 г. в Ошмянском повете Виленского воеводства им был выполнен каменный алтарь в местном бернардинском костёле.